# Falaj-2-Klasse
Die Falaj-2-Klasse ist eine Klasse von zwei Patrouillenbooten der Marine der Vereinigten Arabischen Emirate.

## Einsatzprofil
Wichtigste Aufgaben der Patrouillenboote der Falaj-2-Klasse sind der Patrouillendienst, die Seeraumüberwachung, die Aufklärung und Bekämpfung von See- und Landzielen in nationalen und internationalen Einsätzen. Daneben gehört zu den Anforderungen ein guter Selbstschutz gegen See- und Luftziele. Eine Besonderheit bildet dabei die auffallend minimierte Radarreflexionsfläche des Entwurfes, die ihm besondere Tarneigenschaften verleiht. Darüber hinaus wurde großer Wert auf gute Unterbringung und Sicherheit der Besatzung gelegt.

## Entwicklung
Die Falaj-2-Klasse basiert auf dem italienischen Entwurf des Patrouillenbootes der Diciotti-Klasse der italienische Küstenwache. Die Diciotti-Klasse ihrerseits ist eine Weiterentwicklung des Schnellboot-Entwurfes der Saettia-Klasse der Werft Fincantieri.
Der Vertrag über die Patrouillenboote wurde 2009 unterzeichnet, nach anderen Quellen im Januar 2010. Er enthielt die Option auf zwei weitere Boote, die durch Etihad Ship Building in Abu Dhabi, ein neu vereinbartes Joint Venture zwischen der italienischen Fincantieri und den lokal ansässigen Firmen Melara Middle East und Al Fattan Ship Industry gebaut werden sollen. Der Technologietransfer in die V.A.E. ist Teil der Vereinbarung.
Das Typboot Ganthoot, benannt nach dem Gebiet in der Nähe von Abu Dhabi, lief am 25. Januar 2012 in der Werft Fincantieri in Muggiano (La Spezia), die zweite Einheit am 8. Juni 2012 vom Stapel.

## Einheiten
| Kennung | Name     | Bauwerft               | Stapellauf      | Indienststellung |
| ------- | -------- | ---------------------- | --------------- | ---------------- |
| P251    | Ganthoot | Fincantieri, La Spezia | 25. Januar 2012 | 8. Januar 2013   |
| P252    | Salahah  | Fincantieri, La Spezia | 08. Juni 2012   | 22. April 2013   |

## Varianten
Anfang Juni 2020 gab es im Rahmen des Verkaufes der zwei FREMM-Fregatten der Bergamini-Klasse Spartaco Schergat und Emilio Bianchi an Ägypten Medienberichte, denen zufolge als Teil eines großen Paketes auch 20 Patrouillenboote nach dem Vorbild der Falaj-2-Klasse geliefert werden sollen.